# 馬克西米利安·拜斯特
馬克西米利安·拜斯特（Maximilian "Maxi" Beister）是德國的一位已退役足球運動員。在場上司職前鋒。2009年至2015年效力於漢堡體育俱樂部，不過2010年至2012年間借給了其他球隊。除了俱樂部賽事之外，也代表德國各級青年隊參賽。但是他卻從未入選德國國家隊。